# Система электронных платежей
Система электронных платежей, или электронная платёжная система, — система расчётов между финансовыми организациями, бизнес-организациями и интернет-пользователями при покупке-продаже товаров и услуг через Интернет. Такие системы представляют собой электронные версии традиционных платёжных систем и по схеме оплаты делятся на:
- дебетовые (работающие с электронными чеками и цифровой наличностью);
- кредитные (работающие с кредитными карточками).

## Процессингплатёжных карт
Интернет-кредитные системы являются аналогами обычных систем, работающих с кредитными и дебетовыми картами. Отличие состоит в проведении всех транзакций через Интернет. Кроме того, следует различать виртуальные дебетовые карты, выпускаемые некоторыми банками, и реальные кредитные и дебетовые карты. Предоплаченные виртуальные дебетовые карты представляют собой полный аналог обычной MasterCard, Visa или подобной карты, которую принимают в Интернете. Отличие в том, что карта не печатается в пластике. Владельцу сообщают все платёжные реквизиты такой карты и, с точки зрения стороннего наблюдателя, платёж осуществляется с обычной пластиковой карты. Такую карту легче купить, так как выпуск такой карты осуществляется без проверки личности владельца. С другой стороны, такие карты, как правило, не предусматривают возможности пополнения счёта.

## Мошенничество
Существует несколько видов мошенничества, осуществимых только с использованием систем электронных платежей и связанных с ними. Среди них:

### «Волшебный кошелёк»
«Волшебный кошелёк» (инвестиционный кошелёк) — счёт, якобы существующий в системе электронных платежей, обладающий следующим свойством: если на него отправить некоторую сумму, то отправителю будет возвращена сумма больше той, которую он отправил. Чаще всего говорится об удвоении платежа. Предложения обогатиться таким образом распространяются через интернет. Мошенник заводит электронный счёт (кошелёк) в платёжной системе и распространяет информацию о том, что кошелёк — «волшебный». Цель мошенника — присвоение средств, перечисленных в этот кошелёк.
Другой вариант мошенничества — обман «волшебного кошелька». Мошенник выступает в роли жертвы, потерявшей деньги при попытке обогатиться за счёт «волшебного кошелька». Якобы он выяснил, что данный счёт не «волшебный», но, если отправить на него сумму меньше определённой, то деньги вернутся. Утверждается, что так сделано для того, чтобы потенциальные жертвы поверили в возможность заработать с помощью этого счёта, начав с маленькой суммы и убедившись, что деньги вернулись. На самом деле мошенник, являясь владельцем счёта, присваивает все деньги, ему перечисленные, ничего не возвращая.